# Heiko Biehl
Heiko Biehl (* 1971) ist ein deutscher Politikwissenschaftler und Militärsoziologe am Zentrum für Militärgeschichte und Sozialwissenschaften der Bundeswehr.

## Leben
Im Jahr 1993 begann er sein Magisterstudium in den Fächern Politikwissenschaft, Neuere Geschichte und Informationstechnologie, indessen Lauf er in Saarbrücken, Potsdam und Berlin studierte. Biehl schloss 1997 ab. Ein Jahr später nahm er seine Tätigkeit als wissenschaftlicher Mitarbeiter an der Universität Potsdam am DFG-geförderten Forschungsprojekt „Parteimitglieder im Vergleich. Partizipation und Repräsentation“ auf, die er bis 1999 ausübte.
Im selben Jahr wechselte Biehl, ebenfalls als wissenschaftlicher Mitarbeiter, an das Sozialwissenschaftliche Institut der Bundeswehr (SOWI) in Strausberg, an dem er für vier Jahre arbeitete. Darauffolgend nahm Biehl eine Beschäftigung als wissenschaftlicher Mitarbeiter an der Akademie der Bundeswehr für Information und Kommunikation (AIK) in Strausberg an, die er bis 2006 behielt. Innerhalb dieses Zeitraumes erfolgte auch die Promotion zum Dr. phil. an der Martin-Luther-Universität Halle-Wittenberg im Jahr 2004. Ab 2006 war Biehl für zwei Jahre Dozent für Allgemeine Soziologie/Politikwissenschaft am Fachbereich Sozialwissenschaften der Führungsakademie der Bundeswehr (FüAkBw) in Hamburg. Im Jahr 2008 war er ebenfalls als Gastdozent am Departement for National Security Affairs der Naval Postgraduate School in Monterey, Kalifornien tätig.
Außerdem ist Biehl seit 1999 als Lehrbeauftragter an der Universität Potsdam; er unterrichtete u. a. im Studiengang „Military Studies“. Ab 2008 nahm er für vier Jahre eine Tätigkeit als Leiter des Forschungsschwerpunkts „Multinationalität/Europäische Streitkräfte“ am Sozialwissenschaftlichen Institut der Bundeswehr in Strausberg auf, auf die dann die Übernahme der Position des Projektleiter im Forschungsbereich Sicherheitspolitik und Streitkräfte am Zentrum für Militärgeschichte und Sozialwissenschaften der Bundeswehr, die er bis heute innehat.
Biehl gehört dem erweiterten Vorstand des Arbeitskreises Militär und Sozialwissenschaften an.

## Schriften (Auswahl)
- Strategic Cultures in Europe. Defense and Security Policies Across the Continent. (Hg. mit Bastian Giegerich/Alexandra Jonas), Wiesbaden 2013
- Aus den Augen, aus dem Sinn? Überlegungen zur gesellschaftlichen Integration der Bundeswehr nach der Aussetzung der Wehrpflicht. In: Uwe Hartmann/Claus von Rosen/Christian Walther (Hrsg.): Jahrbuch Innere Führung 2012 – Der Soldatenberuf im Spagat zwischen gesellschaftlicher Integration und sui generis-Ansprüchen. Gedanken zur Weiterentwicklung der Inneren Führung, Berlin 2012, S. 53–72.
- Military Cooperation in Multinational Missions. In: Harald Haas/Franz Kernic/Andrea Plaschke (Hg.): Leadership in Challenging Situations. Frankfurt am Main u. a. 2012, S. 109–137
- Kampfmoral und Einsatzmotivation. In: Nina Leonhard/Ines-Jacqueline Werkner (Hg.): Militärsoziologie. Eine Einführung, 2. aktualisierte und ergänzte Aufl., Wiesbaden 2012, S. 447–474